# Un cop de sort (pel·lícula de 1966)
Un cop de sort (títol original: The Fortune Cookie, títol alternatiu al Regne Unit: Meet Whiplash Willie) és una pel·lícula de comèdia negra estatunidenca de 1966 dirigida, produïda i coescrita per Billy Wilder. Va ser la primera pel·lícula en la qual Jack Lemmon va col·laborar amb Walter Matthau. Matthau va guanyar un Oscar al millor actor secundari per la seva interpretació. Està doblada al català.

## Argument
El càmera de la CBS Harold "Harry" Hinkle queda ferit quan el jugador de futbol americà Luther "Boom Boom" Jackson dels Cleveland Browns topa amb ell durant un partit. Les ferides d'en Harry són lleus, però el seu cunyat advocat William H. "Whiplash Willie" Gingrich el convenç de fingir que la seva cama i la seva mà s'han paralitzat parcialment, perquè puguin rebre una gran indemnització de la companyia d'assegurances.

## Repartiment
- Jack Lemmon com Harold "Harry" Hinkle
- Walter Matthau com William H. "Whiplash Willie" Gingrich
- Ron Rich com Luther "Boom Boom" Jackson
- Judi West com Sandy Hinkle
- Cliff Osmond com Chester Purkey
- Lurene Tuttle com Hinkle's mother
- Harry Holcombe com O'Brien
- Les Tremayne com Thompson
- Marge Redmond com Charlotte Gingrich
- Noam Pitlik as Max
- Ann Shoemaker com germana Veronica
- Ned Glass com Doctor Schindler
- Sig Ruman com Professor Winterhalter
- Archie Moore com Mr. Jackson
- Howard McNear com Mr. Cimoli
- William Christopher com intern
- Dodie Heath com enfermera

## Producció
Wilder tenia al cap en Matthau quan va escriure la part de "Whiplash Willy". Esperava que impulsés la seva carrera al cinema, però l'estudi volia un nom més gran. Originalment, a Lemmon li van proposar dos actors més per protagonitzar amb ell – Frank Sinatra i Jackie Gleason; però Wilder va insistir de fer la pel·lícula amb Walter Matthau. La producció de la pel·lícula es va aturar durant setmanes després que Walter Matthau tingués un atac de cor. Quan Matthau estava prou sa per treballar i el rodatge va començar de nou, havia aprimat de 190 a 160 lliures i va haver de portar un abric negre gruixut i roba encoixinada per ocultar la pèrdua de pes.
Les escenes es van filmar a l' estadi municipal de Cleveland durant la derrota 27-17 dels Cleveland Browns davant els Minnesota Vikings al Cleveland Stadium la tarda del 31 d'octubre de 1965. Més de 10.000 espectadors van servir com a extres. Segons The Saturday Evening Post, es van gravar imatges addicionals l'endemà del partit amb jugadors dels Browns com ells mateixos i els Vikings. L'uniforme número 44 de Luther "Boom Boom" Jackson era el que feia servir Leroy Kelly, que va ser considerat "massa petit per passar per l'actor Ron Rich a poca distància" segons el Post. Ernie Green i un acrobàtic van substituir Rich, amb aquest últim només per a l'escena de la col·lisió lateral. Un tercer dia consecutiu de rodatge va tenir l'equip de futbol de primer any de la Kent State University substituint els Browns, que no estaven disponibles a causa de començar els preparatius per al seu proper oponent.
L'Hospital de Sant Marc de la pel·lícula és l'Hospital de Caritat St. Vincent acabat de finalitzar, un edifici corbat considerat en aquella època ultramodern. Es va filmar una escena exterior a East 24th Street fora d'una secció més antiga de l'hospital. La Terminal Tower va servir com a exterior del despatx d'advocats. En una escena, es pot veure la torre Erieview i l'esquelet d'acer de l' edifici federal Anthony J. Celebrezze en construcció.

## Recepció
Vincent Canby, de The New York Times, va qualificar la pel·lícula com "una al·lucinació fina, fosca i plena de mossegades, poblada per abandonaments de la Gran Societat " i "un dibuix animat d'acció en directe explosivament divertit sobre petits ciselladors que consideren el sistema econòmic com una gegant màquina de pinball, preparada per pagar a qualsevol que l'inclini correctament".
Variety va trobar la pel·lícula "generalment divertida (sovint de manera salvatge), però massa llarga".
The Hollywood Reporter va afirmar que Un cop de sort va ser "la millor pel·lícula de Billy Wilder des de L'apartament, la seva més divertida des de Ningú no és perfecte ".

## Taquilla
La pel·lícula va recaptar 6.000.000 dòlars a la taquilla nord-americana, convertint-se en la 23a pel·lícula més taquillera de 1966 . La pel·lícula va guanyar 6,8 milions de dòlars a tot el món.